# 布爾多格克羅辛 (伊利諾伊州)
布爾多格克羅辛（英語：Bulldog Township）是位於美國伊利諾伊州梅肯縣的一個非建制地區。該地的面積和人口皆未知。

## 地理
布爾多格克羅辛的座標為39°47′44″N 89°00′45″W / 39.79556°N 89.01250°W，而該地的平均海拔高度為210米（即689英尺）。